# دهستان مشهد میقان
دهستان مشهد میقان یکی از دهستان‌های استان مرکزی است که در بخش مرکزی شهرستان اراک واقع شده است.